# The Acclaimed
The Acclaimed es un equipo de lucha libre profesional estadounidense compuesto por Max Caster, Anthony Bowens, y Billy Gunn como mánager. Actualmente trabajan para la empresa All Elite Wrestling. Son los actuales Campeones Mundiales de Tríos de AEW en su primer reinado. También destacan un reinado como Campeones Mundiales en Parejas de AEW.

## Historia

### Formación y varios feudos (2020-2022)
Caster y Bowens se presentaban inicialmente como luchadores individuales en la programación de AEW en 2020. Caster apareció por primera vez en AEW Dark, y Bowens fue contratado un mes después. La idea de juntarlos fue concebida por Tony Khan, quien también los nombró The Acclaimed. Su debut como equipo lo tuvieron en una lucha contra Best Friends; y de acuerdo a Bowens, Khan les ofreció contratos a tiempo completo inmediatamente después del encuentro, firmando un convenio de 5 años. En el especial Holiday Bash, The Acclaimed desafió a los Young Bucks a una lucha por los Campeonatos Mundiales en Parejas de AEW, pero no tuvieron éxito. Bowens ha expresado que inicialmente la reacción de los fanáticos hacia el equipo fue más negativa de lo esperado, lo que lo llevó a declarar irónicamente que «todos amaban a the Acclaimed» en sus promos.
El 3 de febrero de 2021, The Acclaimed compitió en una batalla real que determinaría a los contendientes número 1 a los títulos en parejas, pero perdieron ante Chris Jericho y MJF de The Inner Circle. El 22 de abril, nuevamente compitieron en un combate de contendientes, esta vez en una lucha de cuatro contra cuatro, en la que fueron derrotados por SCU.
En el episodio del 3 de agosto de Dark, mientras hacían su entrada, Caster rapeó sobre temas controversiales; como los problemas de salud mental de la gimnasta olímpica Simone Biles, el caso de Duke lacrosse, la validez de las pruebas PCR COVID-19, e hizo una broma sexual sobre Julia Hart. Caster fue suspendido por dos meses sin pago por el incidente, lo que efectivamente puso al equipo en pausa. El propietario de AEW Tony Khan, calificó el rap como «terrible», comentando que debería haberse eliminado del programa y anunciando que él personalmente se haría cargo de la edición del programa en el futuro. Bowens regresó a la acción en Dark: Elevation el 1 de septiembre. Luego de que Caster volviera tras su suspensión en el episodio de Rampage del 10 de junio, The Acclaimed desafió a los campeones reinantes Lucha Brothers por los títulos de parejas, pero no logaron ganarlos.

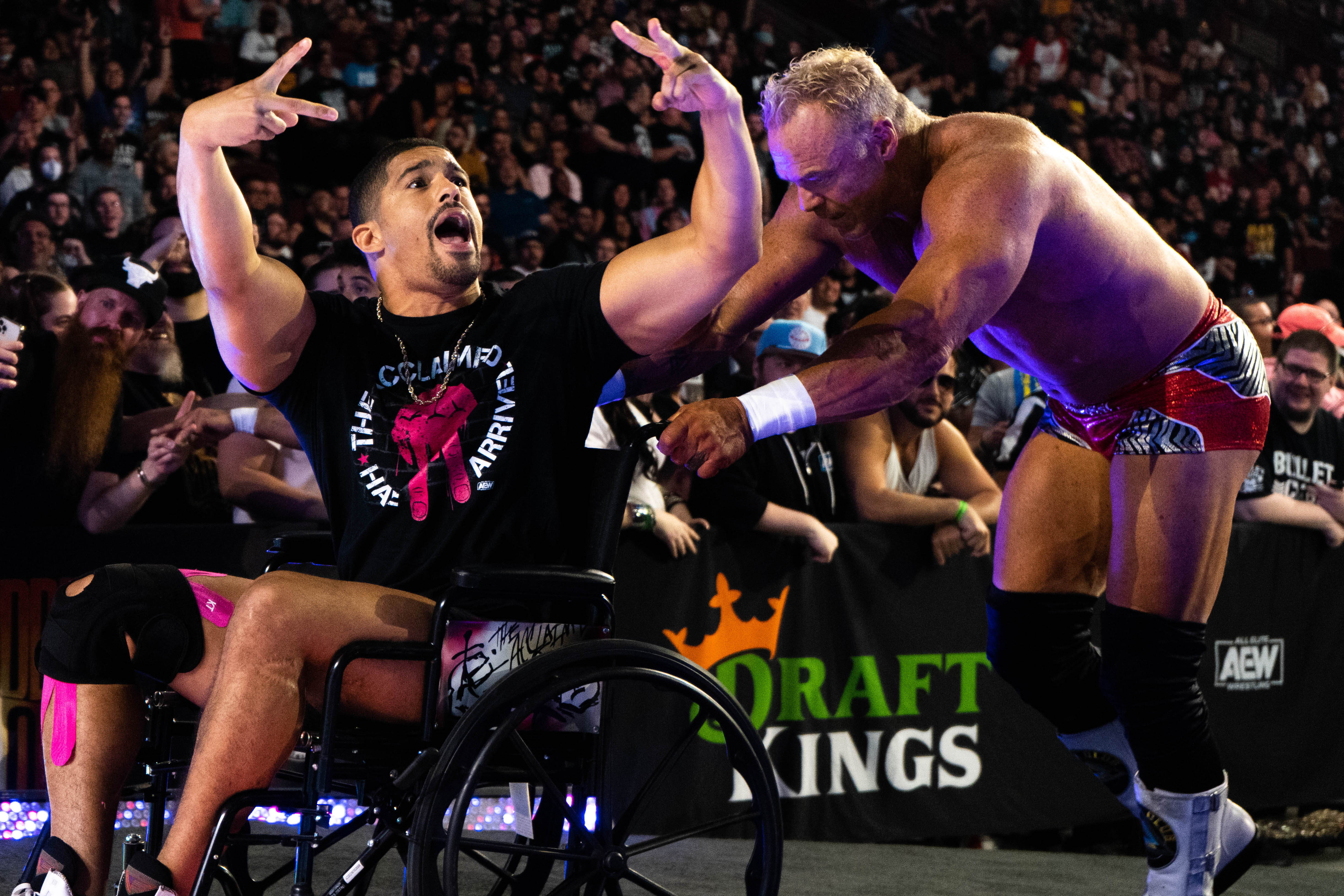
Bowens durante su lesión, siendo acompañado por su mánager Billy Gunn, junio de 2022.

A partir de 2022, Acclaimed se alió con el Gunn Club, Billy Gunn, y sus hijos Austin y Colton. En Dark and Dark: Elevation, la alianza derrotó a Dark Order, y más tarde al equipo de Lee Johnson, Brock Anderson, Lee Moriarty, y Matt Sydal. Aunque ostentosamente aliados, Acclaimed menospreciaba regularmente a Austin y Colton, y Billy Gunn mostraba un favor desigual hacia Caster y Bowens. The Acclaimed desafió a Jurassic Express por sus títulos en parejas, pero no tuvieron éxito en derrotarlos. En mayo de 2022, Bowens se sometió a una cirugía de rodilla, por lo que no pudo lugar en varios meses. Durante este tiempo, Bowens todavía aparecía en los programas de AEW y realizaba sus promos regulares, aunque no luchaba y estaba confinado a una silla de ruedas; Posteriormente, Caster empezó a asociarse cada vez más con los Gunn. Bowens regresó de su lesión en la edición Blood and Guts de Dynamite.
Su alianza con los Gunn se rompió y se convirtió en una rivalidad a mediados de 2022, lo que los llevó a un cmbate de estilo «Dumpster» en agosto de 2022, mismo que The Acclaimed ganó. Billy Gunn inicialmente había quedado atrapado entre los dos grupos, pero sus hijos lo traicionaron al unirse a the Firm, lo que lo llevó a convertirse únicamente en el mánager de Acclaimed.

### Campeones Mundiales en Parejas de AEW (2022)
En la segunda mitad de 2022, Acclaimed comenzó un feudo con los campeones en parejas Swerve in our Glory (Swerve Strickland y Keith Lee). En All Out de ese año, Acclaimed los retó a una lucha por los Campeonatos en Parejas, aunque Strickland y Lee retuvieron. The Acclaimed nuevamente los desafió a otro combate titular en el episodio del 21 de septiembre de Dynamite, ganando el encuentro y convirtiéndose en Campeones Mundiales en Parejas de AEW por primera vez. Durante los meses siguientes, el equipo defendió con éxito los campeonatos ante Private Party y The Butcher and The Blade en una triple amenaza, Varsity Athletes (Tony Nese y Josh Woods), y una revancha contra Swerve in Our Glory en Full Gear.
A principios de 2023, Acclaimed reanudó su feudo con Austin y Colton Gunn. En el episodio del 8 de febrero de Dynamite, los Gunn vencieron con éxito a The Acclaimed en un combate por sus Campeonatos en Parejas, poniendo fin a su reinado a los 140 días.

### Campeones Mundiales de Tríos de AEW (2023–presente)
A medida que avanzaba 2023, los tres miembros de Acclaimed se concentraron en ganar el Campeonato Mundial de Tríos de AEW. Esto los llevó a una lucha en el episodio del 22 de julio de AEW Collision, donde los campeones reinantes, los miembros de House of Black (Malakai Black, Brody King y Buddy Matthews) derrotaron a The Acclaimed, llevando a Gunn (pensando que él era el motivo de la derrota) a quitarse sus botas de luchador y dejarlas en el ring, lo que aparentemente significaba su retiro (ya que esto se considera una tradición en la lucha libre). En agosto, los miembros de House of Black arrojaron las botas de Gunn a un compactador de basura, lo que provocó que Gunn hiciera su regresó para reunirse con Caster y Bowens.
Posteriormente, The Acclaimed (como trío) ganó el Campeonato de Tríos al derrotar a House of Black el 27 de agosto en All In, durante un combate de estilo House Rules No Holds Barred.

## Campeonatos y logros
- All Elite Wrestling

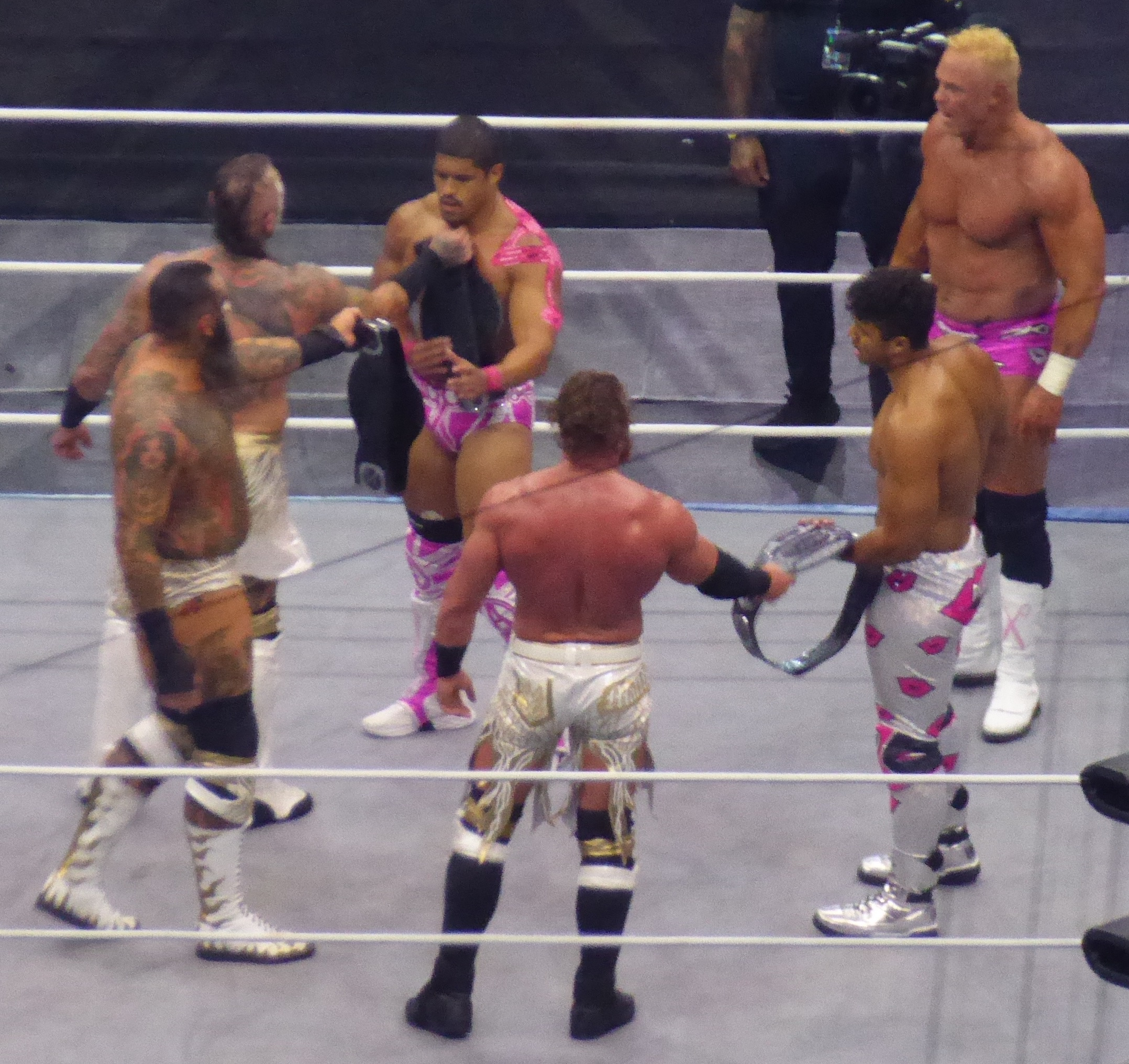
The Acclaimed y Billy Gunn (derecha), recibiendo los Campeonatos Mundiales de Tríos de AEW de House of Black, en agosto de 2023.

  - AEW World Tag Team Championship (1 vez)[32]
  - AEW World Trios Championship (1 vez, actual)
- New York Post
  - Luchador revelación masculina del año (2022)[33][A]
- Pro Wrestling Illustrated
  - Situado en el puesto n.º304 del PWI 500 en 2021 (Bowens)[34]
  - Situado en el puesto n.º171 del PWI 500 en 2022 (Caster)[35]
- Wrestling Observer Newsletter
  - Most improved (2022)[36][37]